# Piotr Kuczinski
Piotr Nikołajewicz Kuczinski, ros. Петр Николаевич Кучинский (ur. 22 grudnia 1904 r. we wsi Dołgoje w mińskiej guberni, zm. ?) – radziecki wojskowy (kapitan), adiutant dowódcy 1 Wschodniego Pułku Zapasowego „Środek”, a następnie dowódca jednej z kompanii pułku, adiutant dowódcy 3 Pułku Piechoty 1 Dywizji Piechoty Komitetu Wyzwolenia Narodów Rosji podczas II wojny światowej, oficer Armii Czerwonej, a następnie SMIERSZ-a w okresie powojennym.
We wrześniu 1924 r. został zmobilizowany do Armii Czerwonej. Ukończył mińską szkołę wojskową, po czym objął dowództwo plutonu 81 Pułku Strzeleckiego 127 Dywizji Strzeleckiej. Od listopada 1929 r. dowodził częścią gospodarczą pułku. Od lutego 1932 r. pełnił analogiczną funkcję w 2 Dywizjonie Pociągów Pancernych. W sierpniu tego roku odszedł do rezerwy. Podjął pracę w komitecie wojskowym w Moskwie. W 1938 r. awansował do stopnia porucznika rezerwy. Od września 1939 r. ponownie służył w Armii Czerwonej. Objął funkcję starszego adiutanta batalionu 664 Pułku Strzeleckiego 130 Dywizji Strzeleckiej. Wkrótce został zastępcą szefa sztabu pułku. Od lipca 1941 r. dowodził 53 Samodzielnym Batalionem Zaopatrzeniowym Frontu Południowo-Zachodniego. Awansował na kapitana. Na pocz. listopada tego roku podczas próby wydostania się z okrążenia w rejonie Kijowa dostał się do niewoli niemieckiej. Przebywał w różnych obozach jenieckich. Pod koniec listopada 1942 r. wstąpił do Rosyjskiej Armii Wyzwoleńczej (ROA). Pod koniec 1942 r. skierowano go do 1 Wschodniego Pułku Zapasowego „Środek” w Bobrujsku. Do końca lipca 1943 r. służył jako adiutant dowódcy pułku, a następnie do 31 sierpnia tego roku dowodził jedną z kompanii. Po rozformowaniu pułku przeszedł do jednego z Ostbatalionów, w składzie którego wysłano go w październiku tego roku do okupowanej Francji, a następnie Belgii. Od pocz. stycznia 1944 r. batalion stacjonował  w Holandii. Pod koniec sierpnia tego roku P. N. Kuczinski został przeniesiony do rezerwy oficerskiej, przebywającej w rejonie Szczecina. Po włączeniu rezerwy do 308 Ostbatalionu w jego ramach przemaszerował do Münsingen, gdzie oddział rozformowano, a jego żołnierze weszli w skład nowo formowanej 1 Dywizji Piechoty Sił Zbrojnych KONR. Piotr N. Kuczinski w stopniu kapitana objął funkcję adiutanta dowódcy jednego z batalionów 3 Pułku Piechoty. W poł. kwietnia 1945 r. uczestniczył w ataku 1 DP na sowiecki przyczółek nad Odrą, zaś na pocz. maja w walkach z Niemcami  podczas powstania w Pradze. 12 maja tego roku poddał się Sowietom. Pomógł im ująć gen. Andrieja A. Własowa, w zamian na co w poł. czerwca został nagrodzony Orderem Wojny Ojczyźnianej 1 klasy. Od 2 września służył w 28 Zapasowym Pułku Strzeleckim 12 Dywizji Strzeleckiej Armii Czerwonej. Pod koniec grudnia przeniesiono go do kwatery głównej SMIERSZ-a w Moskwie. Wiadomo, że po 1946 r. służył w oddziałach SMIERSZ-a w różnych miejscowościach ZSRR.